# Glicosilazione
Per glicosilazione, si intende una modificazione della struttura della proteina che può avvenire nel reticolo endoplasmatico o nell'apparato del Golgi, durante o in seguito al processo di sintesi proteica.
In sintesi, si tratta del processo di formazione di legami tra gli amminoacidi e residui zuccherini particolari, fungenti da "indicatori" biologici.

## Funzione
La glicosilazione avviene per più motivi. Innanzitutto perché una proteina glicosilata raggiunge un ripiegamento corretto e, in questo modo, può esplicare la propria funzione. Inoltre la glicosilazione protegge dall'attacco di proteasi e aumenta la solubilità della molecola proteica che viene dunque stabilizzata in tutti gli aspetti. Infine il meccanismo glicosidico permette lo svolgimento del controllo della qualità. Il controllo della qualità è un processo operato dalla cellula per scartare le proteine che non sono correttamente ripiegate. Il principio di riconoscimento avviene sulla base della presenza o meno di un particolare residuo di glucosio sulla struttura glicosidica.
La maggior parte delle proteine che vengono glicosilate, nelle cellule eucariotiche, sono destinate a diventare proteine di membrana: le catene di zuccheri vanno a formare infatti il glicocalice che circonda il plasmalemma.
La glicosilazione avviene se i tessuti sono acidificati dall'acido lattico a seguito di sforzo fisico, dalla chetosi in una dieta povera di carboidrati, dall'assunzione di cibi acidi. Il sangue ha un pH che impedisce la reazione fra proteine e catene reattive derivanti dalla degradazione del glucosio (soprattutto idrossile).

## Tipologie
Esistono due diversi tipi di glicosilazione:
- N-glicosilazione;
- O-glicosilazione.

Questi differiscono in vari aspetti: meccanismo di azione, compartimento cellulare in cui si svolgono e sito di attacco delle catene glicosidiche.

### N-glicosilazione
La N-glicosilazione vede l'aggiunta di una catena glucidica standard a livello dell'atomo di azoto di una catena laterale di asparagina.
La N-glicosilazione ha inizio nel reticolo endoplasmatico rugoso a carico di una catena peptidica ancora in corso di traduzione.
La prima fase consiste nel trasferimento di una catena di quattordici zuccheri (due di N-acetilglucosammina, tre di glucosio e nove di mannosio) a un residuo laterale di asparagina. L'oligosaccaride è assemblato all'interno del reticolo endoplasmatico a partire da singoli carboidrati, ed è trasferito da uno speciale enzima (la glicosiltransferasi) da una molecola di dolicolo fosfato alla proteina, come singolo elemento.
L'attacco della catena glucidica può avvenire in realtà su un'asparagina qualsiasi presente nella sequenza Asn-X-Ser o Asn-X-Thr, dove X rappresenta un amminoacido qualunque con l'esclusione della prolina.
In un secondo tempo si ha la modificazione della catena di zuccheri appena aggiunta, sempre a livello del reticolo endoplasmatico. Qui sono rimossi ogni volta dalla catena tre residui di glucosio e uno di mannosio (trimming). 
Le proteine che hanno subito sia la glicosilazione sia la prima modificazione vengono trasportate, tramite vescicole, all'apparato del Golgi. Qui subiscono una sequenza ordinata di importanti cambiamenti. La differenza fondamentale rispetto alle due fasi precedenti è la specificità di queste reazioni: se infatti nel reticolo endoplasmatico la glicosilazione è un evento "seriale", che non varia al variare del substrato, nel Golgi ogni specifica proteina viene riconosciuta e modificata in base alla futura funzione.
Si possono riscontrare rimozioni o aggiunte di singoli zuccheri o di catene più lunghe; la specificità delle singole catene glucidiche è il meccanismo utilizzato dalla cellula per lo smistamento delle proteine alle varie sedi di destinazione (lisosomi, membrana, perossisomi).

### O-glicosilazione

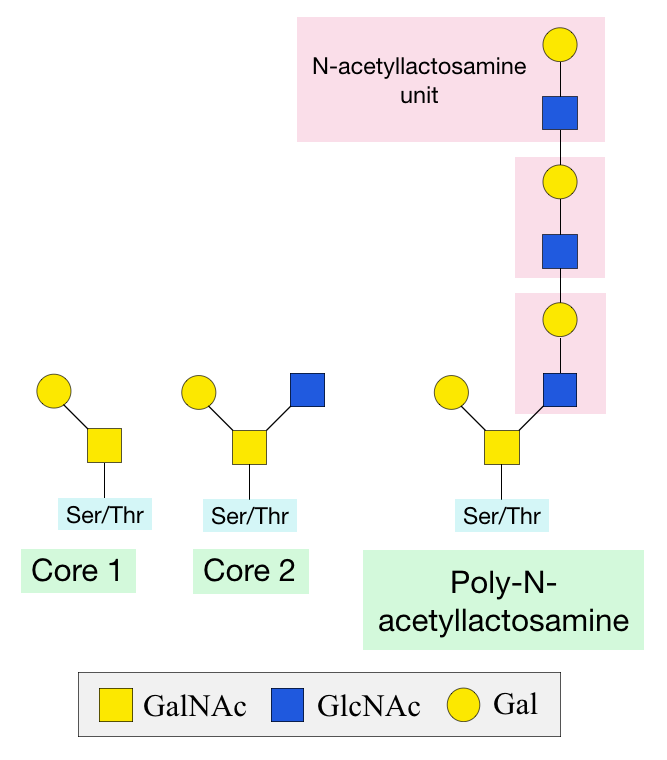
Strutture di O-GalNAc; Core 1, Core 2 e strutture poli-N-acetillattosammina

La O-glicosilazione è un processo altamente specifico, che non vede l'aggiunta seriale di carboidrati alla proteina in processazione.
Si svolge completamente nell'apparato di Golgi (cisterna cis), dove zuccheri vengono legati al peptide a livello dell'atomo di ossigeno delle catene laterali di serina, treonina o idrossilisina. L'aggiunta riguarda un singolo carboidrato alla volta; solitamente il numero di zuccheri legati durante questo processo è limitato a pochi residui.
- O-N-acetilgalattosammina (O-GalNAc)
- O-fucosa
- O-glucosa
- O-N-acetilglucosammina (O-GlcNAc)

### Altre glicosilazioni
Si è evidenziato che alcune proteine citosoliche e nucleari vengono glicosilate da un sistema enzimatico diverso, situato nel reticolo endoplasmatico liscio e nel Golgi. L'aggiunta riguarda spesso residui di N-acetilglucosammina a livello di un atomo di ossigeno della proteina, ma i siti precisi e il ruolo dei carboidrati nei polipeptidi citosolici non sono ancora stati compresi.